# The War - Il pianeta delle scimmie
The War - Il pianeta delle scimmie (War for the Planet of the Apes) è un film del 2017 diretto da Matt Reeves.
Si tratta del nono film del franchise de Il pianeta delle scimmie, iniziato nel 1968 e tratto dall'omonimo romanzo del 1963 di Pierre Boulle, nonché terzo capitolo della serie reboot, avviata con L'alba del pianeta delle scimmie (2011) e proseguita con Apes Revolution - Il pianeta delle scimmie (2014).

## Trama
Sono trascorsi due anni dall'inizio della guerra tra le scimmie evolute, guidate dallo scimpanzé Cesare, e gli umani sopravvissuti. Un rimasuglio delle forze armate statunitensi guidato da uno spietato colonnello di nome J. Wesley McCullough dà la caccia alle scimmie, aiutati da alcune scimmie traditrici che preferiscono la schiavitù alla morte, convinte che non ci sia modo di battere gli umani. A seguito di una feroce battaglia nella foresta, Cesare sceglie di liberare i soldati umani catturati e di rimandarli dal loro leader, il Colonnello, con il messaggio che se gli umani lasceranno in pace le scimmie, non ci saranno più scontri.
Cesare e i suoi fanno ritorno nella loro nuova colonia costruita in una grande grotta nascosta dietro una cascata, dove il figlio di Cesare, Occhi Blu, torna da un lungo viaggio e riferisce di aver trovato un posto oltre il deserto dove le scimmie potranno costruire una nuova casa al sicuro dagli umani. Winter, un gorilla bianco, insiste nel voler partire quella notte stessa, proposito impossibile e che Cesare si vede costretto a rimandare.
Di notte, la colonia viene attaccata da un gruppo di soldati, tra i quali c'è anche il Colonnello che uccide Cornelia, la moglie di Cesare, e Occhi Blu. Il mattino dopo, terminato l'attacco, Cesare manda il suo branco verso la nuova terra da colonizzare e affida il suo unico figlio sopravvissuto, Cornelius, a Lake, la compagna di Occhi Blu; parte dunque da solo alla ricerca del Colonnello, infiammato dal desiderio di vendicare la sua famiglia, e viene presto raggiunto dai suoi compagni, l'ex-maschio alfa Rocket, l'orangotango Maurice e il gorilla Luca, che riescono a convincerlo a portarli con lui.
Durante il lungo viaggio, trovano un villaggio di umani quasi del tutto abbandonato, dove incontrano per caso un uomo spaventato che viene ucciso da Cesare mentre cerca di difendersi. In una delle case trovano anche una bambina incapace di parlare e malata; Maurice trova la targhetta della bambina con su scritto Nova, che sarà il suo nome, e intanto convince Cesare a non abbandonarla e a portarla con loro.
Poco dopo raggiungono un campo militare degli uomini del colonnello, e una volta entrati scoprono che Winter lavora per gli umani: è stato infatti lui a tradirli e a far arrivare il colonnello e i suoi nella caverna e rivela che un secondo contingente di militari si deve ricongiungere con gli uomini del colonnello in un non meglio precisato confine a nord e che l'ufficiale è da poco partito dall'accampamento. Per evitare che li faccia scoprire, i quattro primati lo bloccano, ma finiscono per soffocarlo per errore. Il mattino dopo iniziano a inseguire la colonna di soldati che si è messa in viaggio, ma durante una fitta bufera di neve Cesare, Maurice, Rocket, Luca e Nova osservano in lontananza degli umani che sparano a qualcosa. Arrivati poco dopo il calmarsi della bufera scoprono che le vittime della strage erano altri umani affetti dalla stessa malattia di Nova. Mentre i tre primati osservano in che direzione possa trovarsi il confine di cui aveva parlato Winter, Luca nota quello che sembra essere un uomo mentre sta rubando uno dei loro cavalli. Una volta messo alle corde, l'uomo si rivela essere un anziano scimpanzé, che si fa chiamare "Scimmia cattiva" (poiché così la chiamavano i suoi crudeli addestratori umani), originario dello zoo di Bronx dal quale è scappato dopo essere diventato intelligente a seguito del virus che ha sterminato l'umanità e provocato l'evoluzione delle scimmie. Mentre Cesare e i suoi compagni sono sorpresi di constatare di non essere le uniche scimmie evolute al mondo, Scimmia cattiva rivela di sapere dove si trova la base del Colonnello e accetta di condurvi Cesare.
Mentre Cesare cerca di osservare l'accampamento con un binocolo, viene aggredito da due uomini, che vengono facilmente uccisi da Rocket e Luca, ma quest'ultimo muore poco dopo colpito da un colpo di baionetta. Adirato per la morte del compagno, Cesare intima a Maurice e Rocket di lasciarlo proseguire da solo. Una volta arrivato nei pressi dell'accampamento, Cesare nota alcune scimmie guerriere del suo branco "crocifisse", tra le quali una, ancora in vita, informa Cesare del fatto che gli umani avevano incrociato il suo branco lungo il cammino, e che il Colonnello ha fatto risparmiare buona parte delle scimmie per poterle usare come forza lavoro. Dopo che la scimmia muore tra le braccia di Cesare, quest'ultimo viene stordito da Red, un gorilla traditore alleato con gli umani, e fatto prigioniero insieme al resto del suo branco, costretto ai lavori forzati al fine di costruire un muro. Durante i lavori, alcune scimmie fanno crollare un palo e per questo vengono frustate da Red, soprannominato "Asino" in maniera dispregiativa dagli umani, ma d'un tratto Cesare gli urla di fermarsi. Di colpo tutte le scimmie smettono di lavorare e acclamano il loro capo, che riceve le frustate al posto della scimmia che le stava ricevendo; questa però viene uccisa dal Colonnello, il quale poi intima alle scimmie di tornare al lavoro, se vogliono che Cesare resti in vita.
Cesare viene poi convocato dal Colonnello nel suo ufficio. Nel corso del dialogo, Cesare, dopo aver chiesto acqua e cibo per il suo branco al Colonnello, trova conferma dei suoi sospetti: il battaglione a cui si riferiva Winter non verrà per unirsi al Colonnello, ma per affrontarlo, e questi sta costruendo il muro per prepararsi alla difesa. Sorpreso dall'intelligenza dello scimpanzé, McCullough rivela a Cesare tutta la verità: il virus che ha sterminato gran parte della popolazione umana e reso intelligenti le scimmie si è evoluto e ha cambiato effetto: ha smesso di uccidere gli umani e ne sta causando invece la regressione cerebrale, facendo loro progressivamente perdere le capacità cognitive fino a farli diventare a tutti gli effetti dei primitivi senza parola, come Nova e gli altri umani infetti incontrati da Cesare. McCullough, deciso a salvare l'umanità dall'estinzione, ha scelto di optare per una politica estremista e ha fatto uccidere tutti gli umani infetti, tra cui il proprio figlio. Disgustati dai suoi metodi, alcuni uomini hanno disertato e ora intendono costringerlo a cedere il comando con la forza attaccando il suo contingente. Per Cesare, però, questo è solo un altro pericolo: se la base verrà distrutta, le scimmie prigioniere moriranno con essa.
Nel frattempo, Maurice e Rocket stanno cercando un piano per poter permettere alle scimmie intrappolate di poter fuggire, quando all'improvviso Scimmia cattiva cade in una fossa, dando così a Maurice l'idea di poter utilizzare le fogne come via di fuga per l'evasione. Nova però entra nel campo militare e, incontrato Cesare, gli porta dell'acqua e del cibo datole dal branco in un'altra gabbia, lasciando poi al leader dei primati la sua bambola. Improvvisamente arrivano i soldati umani e Rocket si lascia catturare volontariamente per poter far fuggire Nova (e anche per aiutare Cesare dall'interno a scappare). Il Colonnello si accorge della bambola nella gabbia di Cesare e la raccoglie dopo aver chiesto alla scimmia a chi appartenesse, non ottenendo però nessuna risposta. Cesare viene informato del piano di fuga che Maurice sta organizzando e riesce a metterlo in pratica. Quando tutte le scimmie sono fuggite, il campo viene attaccato dai militari del nord e Cesare sfrutta il caos generatosi per infiltrarsi nell'ufficio del Colonnello. Qui si scopre che anche egli è stato contagiato dalla nuova forma del virus a causa della bambola di Nova; pertanto implora Cesare di ucciderlo, ma, sebbene fortemente tentato, la scimmia riesce infine a vincere il suo odio, distinguendosi da Koba (le cui visioni lo ossessionavano da tempo), e si rifiuta, costringendo quindi il Colonnello al suicidio.
Nel bel mezzo della battaglia, Red si rende conto che le scimmie stanno scappando. Voltandosi per prendere un lanciagranate per un soldato umano, vede Cesare che, tentando di lanciare una granata vicino a un container pieno di benzina, viene colpito da una freccia. Il tiratore si appresta a uccidere Cesare, ma muore per una granata lanciata da Red, pentitosi di aver tradito la sua specie, che riesce così a redimersi prima di venire ucciso dagli umani. Cesare quindi fa saltare in aria la base militare. Dopo la distruzione dell'intero accampamento, l'esercito del nord si avvicina e esulta per la vittoria, ma una slavina provocata dall'esplosione del campo si avventa su tutta la zona, che causa una valanga che seppellisce sotto la neve tutti gli esseri umani; le scimmie, compreso Cesare, si salvano arrampicandosi sugli alberi più alti e più resistenti.
Una volta arrivate alla loro nuova casa oltre il deserto, Cesare comincia a risentire della ferita subita, morendo poi tra le braccia di Maurice, non prima di avergli detto che le scimmie, se unite, saranno sempre forti, con o senza di lui.

## Personaggi

### Scimmie

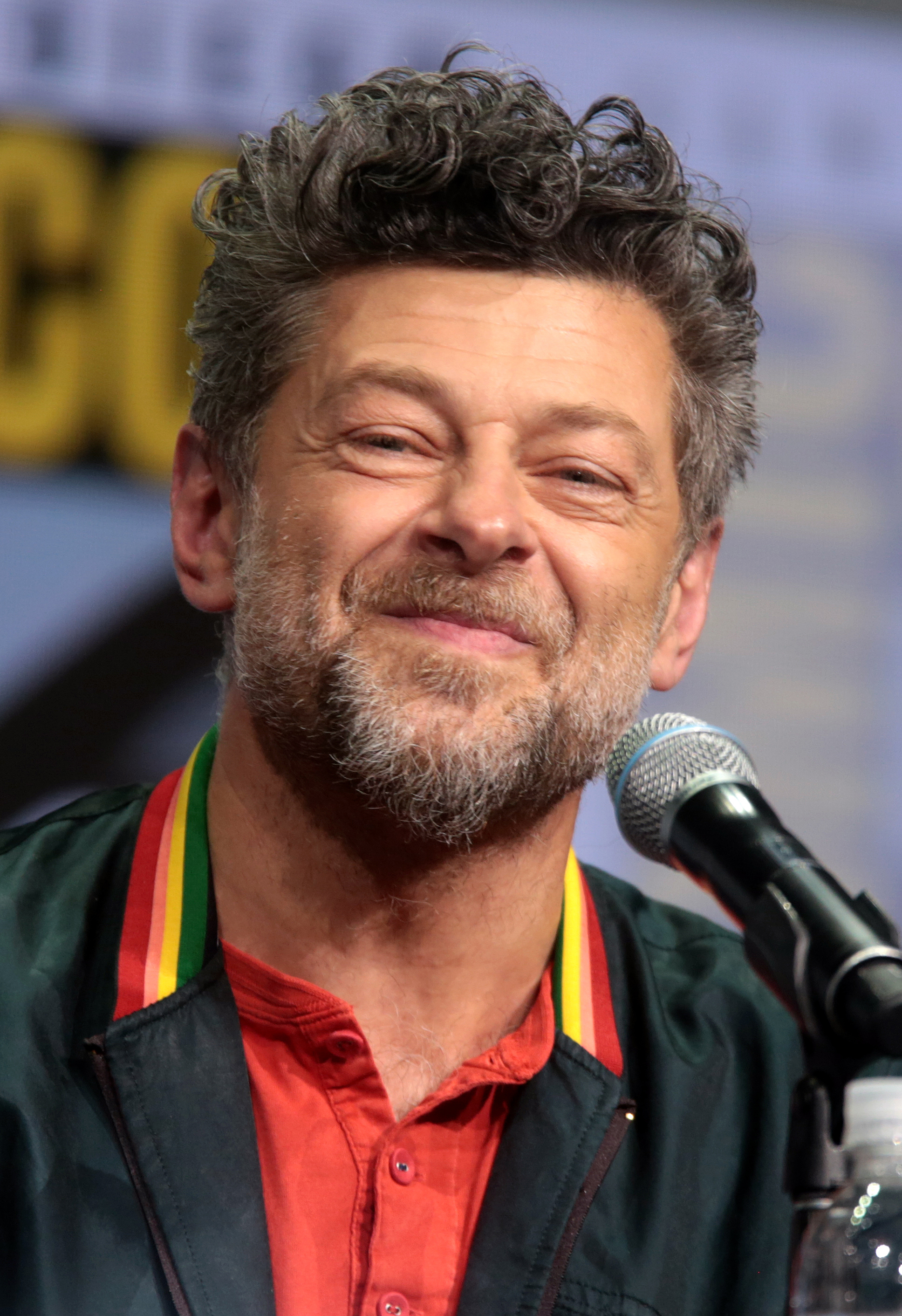
L'attore Andy Serkis riprende il ruolo di Cesare grazie alla motion capture

- Andy Serkis è Cesare, uno scimpanzé comune intelligente leader di una tribù di scimmie geneticamente modificate.[1]
- Karin Konoval è Maurice, un orango del Borneo saggio e benevolo che è consigliere di Cesare.[1]
- Ty Olsson è Red, un gorilla di pianura occidentale che era una volta un seguace di Koba, ora che serve al colonnello per sconfiggere Cesare. Olsson ha precedentemente interpretato Hamill in L'alba del pianeta delle scimmie.
- Steve Zahn è Scimmia cattiva, uno scimpanzé comune che ha vissuto in uno zoo prima dell'epidemia delle scimmie, in seguito al quale è entrato nel gruppo di Cesare.[2][3]
- Terry Notary è Rocket, uno scimpanzé comune seguace di Cesare.[4]
- Michael Adamthwaite è Luca, un gorilla di pianura occidentale nella tribù di Cesare.
- Toby Kebbell è Koba, che ricompare solo nelle allucinazioni di Cesare.
- Judy Greer è Cornelia, moglie di Cesare.[1]
- Sara Canning è Lake, uno scimpanzé comune nella tribù di Cesare, che è anche la compagna di Occhi Blu e poi il custode di Cornelius.[5]
- Max Lloyd-Jones è Occhi Blu, il figlio più anziano di Cesare e Cornelia.[6]
- Devyn Dalton è Cornelius, il figlio più giovane di Cesare e Cornelia e il fratello minore di Occhi Blu. Dalton aveva precedentemente interpretato Cornelia in L'alba del pianeta delle scimmie.
- Aleks Paunovic è Winter, un gorilla bianco nella tribù di Cesare che si è alleato con il Colonnello per paura.[7]

### Umani
- Amiah Miller è Nova, un'orfana muta che Maurice adotta come sua figlia.[8][9]
- Woody Harrelson è il colonnello J. Wesley McCullough, il capo dell'organizzazione paramilitare Alpha-Omega, ossessionato dalla soppressione di Cesare e della sua tribù per preservare gli esseri umani come specie dominante, è l'antagonista principale del film.[10][11]
- Gabriel Chavarria è il predicatore, un soldato che lavora sotto il colonnello nella squadra Alpha-Omega.[12]

## Produzione

### Sviluppo

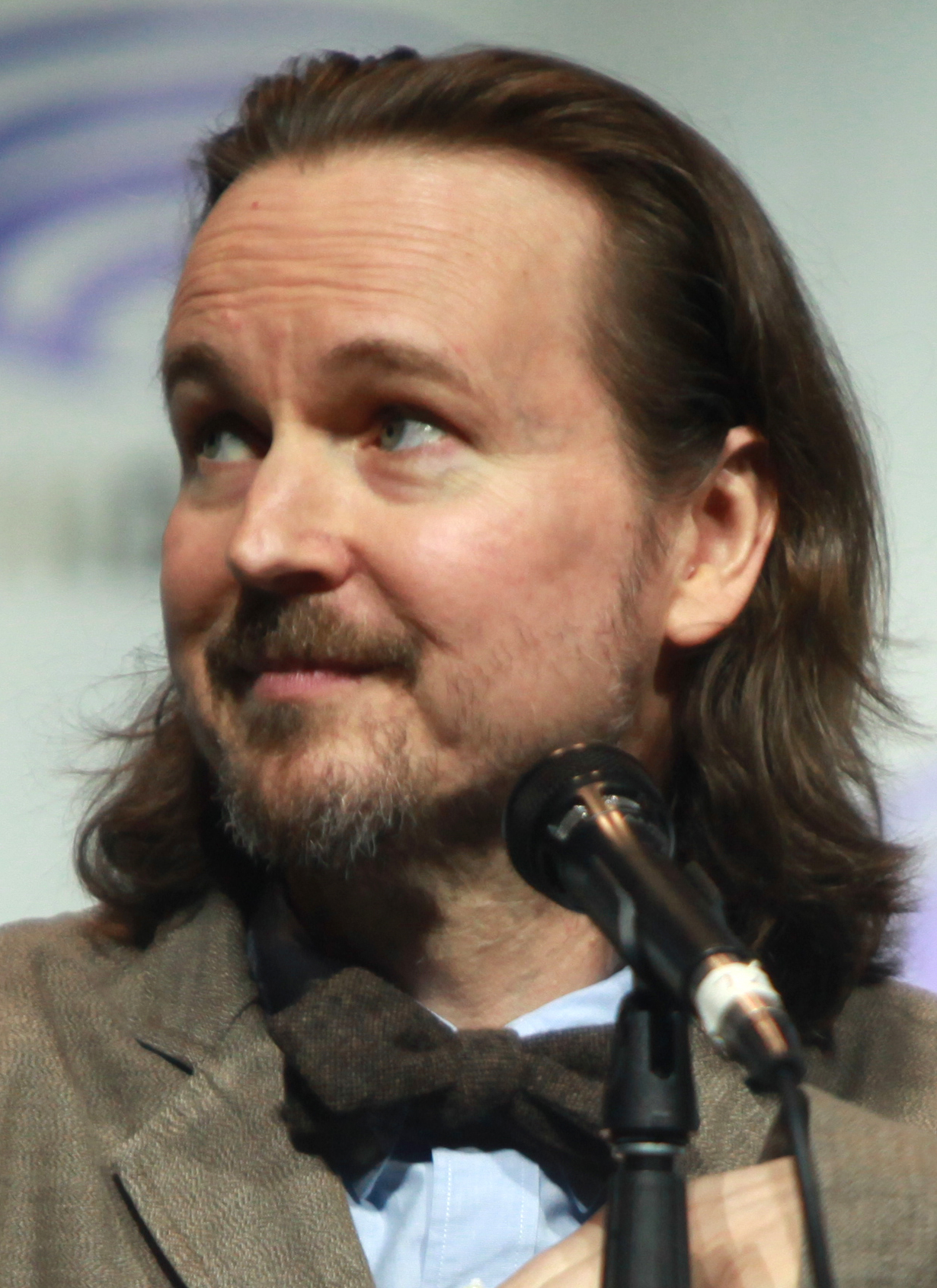
Matt Reeves è tornato alla regia anche del terzo capitolo

Il 7 gennaio 2014 la Chernin Entertainment annuncia l'avvio del progetto confermando Matt Reeves alla regia e come co-sceneggiatore assieme a Mark Bomback, sotto la produzione di Peter Chernin, Rick Jaffa e Amanda Silver.
Durante un'intervista a metà novembre 2014 con MTV, Andy Serkis ha dichiarato di non conoscere l'impostazione del prossimo film. "Potrebbero essere ambientato cinque anni dopo. Potrebbe essere la notte dopo gli eventi che abbiamo visto in Apes Revolution".
Quando il regista Reeves e lo sceneggiatore Bomback vennero assunti per occuparsi di Apes Revolution - Il pianeta delle scimmie, il film aveva già una data di uscita, che ha portato a un programma di produzione accelerato. Tuttavia, con il terzo film, Fox ha voluto dare al molto più tempo per scrivere e girare il film.
Al New York Comic-Con del 2016, Reeves ha spiegato che lui e Bomback sono stati influenzati da molti film prima di realizzare la sceneggiatura. Ha detto: "Una delle prime cose che io e Mark abbiamo fatto, dopo aver finito di lavorare a Apes Revolution, è stata quella di guardare un milione di film. Abbiamo deciso di fare ciò che la gente immagina che possano fare gli sceneggiatori di Hollywood, ma che nessuno lo fa davvero. Noi abbiamo fatto in modo che Fox ci desse un cinema e abbiamo guardato film su film. Abbiamo guardato tutti i film de Il pianeta delle scimmie, film di guerra, western, L'Impero colpisce ancora... Abbiamo pensato: "Dobbiamo fingere di avere tutto il tempo nel mondo ", anche se abbiamo avuto un tempo limitato. Ci siamo davvero ispirati". Secondo Reeves, le scimmie insidiose che vengono soprannominate "asini" sono sia un riferimento al personaggio dei videogiochi Donkey Kong, sia il fatto che vengano usate come animali da soma.
Inoltre, durante la produzione, Reeves e Bomback hanno cercato maggiori ispirazioni da film come Il ponte sul fiume Kwai e La grande fuga. Sentendo la necessità di infondere temi ed elementi biblici, hanno anche visto epopee bibliche come Ben-Hur e I dieci comandamenti. Le influenze e le ispirazioni furono rese evidenti nel rapporto tra Cesare e il colonnello di Woody Harrelson, un leader militare con pretese di divinità. Reeves ha confrontato la loro relazione con la dinamica tra il comandante britannico interpretato da Alec Guinness e il campo di prigionia del colonnello Sessue Hayakawa nel film Il ponte sul fiume Kwai. Un altro paragone è nel viaggio di Cesare alla ricerca del colonnello, affiancato da un gruppo di amici intimi - una situazione che richiama al soldato stanco della guerra interpretato da Clint Eastwood in Il texano dagli occhi di ghiaccio. Influenze provengono anche dal film Apocalypse Now, in particolare il personaggio di Harrelson e la sua fazione alfa-omega richiamano, anche secondo alcuni giornalisti, l'esercito del colonnello Kurtz. Lo stesso Harrelson ha riconosciuto le somiglianze e l'ispirazione.
Il budget del film è stato di 150 milioni di dollari.

### Cast
Nell'agosto 2015, Deadline ha riferito che Gabriel Chavarria era stato scelto come uno degli umani nel film. Nel settembre 2015, The Hollywood Reporter ha annunciato che Woody Harrelson era stato scelto come antagonista del film e che il ruolo di Chavarria era di supporto. Nell'ottobre 2015, TheWrap ha riferito che Steve Zahn è stato scelto come nuova scimmia nel film. È stato anche annunciato che l'attrice Amiah Miller è stata scelta come uno degli umani del film, con Judy Greer e Karin Konoval che riprendono i loro ruoli come Cornelia e Maurice, mentre Aleks Paunovic e Sara Canning sono stati scelti come nuove scimmie.

### Titolo
Nel maggio 2015 viene annunciato il titolo: War of the Planet of the Apes, ma nell'ottobre dello stesso anno il progetto viene reintitolato War for the Planet of the Apes.

### Riprese
Le riprese del film iniziano il 14 ottobre 2015 nelle Lower Mainland, nei pressi di Vancouver, sotto il titolo di lavorazione Hidden Fortress e terminano nel marzo 2016.

### Colonna sonora
Il 17 ottobre 2015 è stato confermato che Michael Giacchino, già compositore della colonna sonora di Apes Revolution - Il pianeta delle scimmie, sarebbe tornato per questo sequel. La colonna sonora è uscita digitalmente su iTunes e Amazon il 7 luglio 2017 e nella sua forma fisica da Sony Masterworks il 21 luglio.

## Promozione
Il primo teaser trailer del film viene mostrato al pubblico del New York Comic Con il 6 ottobre 2016 e poi pubblicato sul canale della 20th Century Fox lo stesso giorno. Oltre al trailer, al New York Comic Con vengono mostrate alcune scene del film, alla presenza di Matt Reeves, Andy Serkis e del produttore Dylan Clark. Il primo full trailer viene diffuso il 9 dicembre e successivamente nei cinema statunitensi allegato alla pellicola Rogue One: A Star Wars Story a partire dal 16 dicembre. Il 29 marzo un teaser annuncia l'arrivo di un nuovo trailer, diffuso a livello internazionale il giorno seguente.

## Distribuzione
La pellicola, inizialmente programmata per il luglio 2016, è stata distribuita nelle sale cinematografiche statunitensi a partire dal 14 luglio 2017 e in quelle italiane dal 13 luglio.

## Accoglienza

### Incassi
Il film, nel suo primo weekend di programmazione nei cinema statunitensi, si piazza al primo posto degli incassi con 56.5 milioni di dollari, mentre al botteghino mondiale arriva a un totale di 102.5 milioni; in Italia invece si posiziona al secondo posto con un incasso di 4,4 milioni di euro.
A fine corsa il film ha incassato 146880162 $ in Nord America e 343839601 $ nel resto del mondo, per un totale di 490719763 $.

### Critica
La pellicola è stata accolta molto positivamente dalla critica. Sul sito Rotten Tomatoes il film riceve il 94% delle recensioni professionali positive con un voto medio di 8,2/10 basato su 365 critiche, mentre sul sito Metacritic ottiene un punteggio di 82/100 basato su 52 recensioni. Il pubblico di CinemaScore ha dato al film una valutazione medio di "A-", su una scala da A+ a F, ottenendo lo stesso punteggio dei suoi due predecessori.
Il sito Rotten Tomatoes posiziona la pellicola al'undicesimo posto dei migliori film dell'anno.

## Riconoscimenti
- 2018 - Premio Oscar[47]
  - Candidatura per i migliori effetti speciali a Joe Letteri, Daniel Barrett, Dan Lemmon e Joel Whist
- 2018 - British Academy Film Award[48]
  - Candidatura per i migliori effetti speciali
- 2018 - Screen Actors Guild Award[49]
  - Candidatura per le migliori controfigure
- 2017 - Washington D.C. Area Film Critics Association[50]
  - Miglior performance in motion capture a Andy Serkis
- 2017 - San Diego Film Critics Society Award[51][52]
  - Migliori effetti visivi
- 2017 - Chicago Film Critics Association[53]
  - Candidatura per la miglior colonna sonora originale a Michael Giacchino
- 2018 - Satellite Award[54][55]
  - Miglior montaggio a William Hoy e Stan Salfas
  - Candidatura per la miglior colonna sonora originale a Michael Giacchino
  - Candidatura per i migliori effetti visivi
  - Candidatura per il miglior suono
- 2018 - Critics' Choice Award[56][57]
  - Migliori effetti visivi
  - Candidatura per il miglior film d'azione
- 2018 - Art Directors Guild Award[58]
  - Candidatura per la miglior scenografia in un film fantastico a James Chinlund
- 2018 - VES Award[59][60]
  - Migliori effetti visivi a Joe Letteri, Ryan Stafford, Daniel Barrett, Dan Lemmon, Joel Whist
  - Miglior personaggio animato per Cesare a Dennis Yoo, Ludovic Chailloleau, Douglas McHale, Tim Forbes
  - Migliori effetti simulati a David Caeiro Cebrián, Johnathan Nixon, Chet Leavai e Gary Boyle
  - Migliori effetti compositing a Christoph Salzmann, Robin Hollander, Ben Warner e Beck Veitch
  - Candidatura per il miglior personaggio animato per scimmia cattiva a Eteuati Tema, Aidan Martin, Florian Fernandez, Mathias Larserud
  - Candidatura per il miglior ambiente creato per la fortezza nascosta
  - Candidatura per il miglior ambiente creato per il campo di prigionia
- 2018 - Golden Reel Award[61]
  - Miglior montaggio sonoro negli effetti sonori per i dialoghi
- 2018 - Annie Award[62]
  - Miglior animazione dei personaggi in un film live-action
- 2018 - Saturn Award[63]
  - Candidatura per il miglior film di fantascienza
  - Candidatura per il miglior attore a Andy Serkis
  - Candidatura per il miglior regista a Matt Reeves
  - Candidatura per i migliori effetti speciali a Joe Letteri, Dan Lemmon, Daniel Barrett e Joel Whist

## Altri media
Un romanzo prequel del film, intitolato War for the Planet of the Apes: Revelations, è stato pubblicato il 6 giugno 2017; scritto da Greg Keyes e edito da Titan Books, è ambientato dopo gli eventi di Apes Revolution - Il pianeta delle scimmie.

## Sequel
Nel corso di un'intervista a MTV News a metà novembre 2014, Andy Serkis ha parlato di possibili sequel: "Potrebbero essere tre film, potrebbero essere quattro, potrebbe essere cinque, chi lo sa?" Il viaggio continuerà". Nell'ottobre 2016, è stato annunciato che è in programma un quarto film della saga de Il pianeta delle scimmie.
Durante un'intervista con il sito internet fandango.com, Matt Reeves ha annunciato di avere in progetto altri film che avranno come protagoniste le scimmie; in particolare il regista ha affermato di essere interessato a girare un nuovo capitolo incentrato su uno scontro tra due gruppi di scimmie, idea nata durante lo sviluppo del personaggio di Scimmia cattiva, la quale, non provenendo dalla tribù di Cesare, fa intuire che ci siano altre possibili comunità di scimmie intelligenti.
Nell'aprile del 2019, in seguito all'acquisizione della 21st Century Fox da parte della Disney, quest'ultima annunciò che i film futuri del pianeta delle scimmie erano in fase di sviluppo. Fu anche confermato nell'agosto 2019 che eventuali capitoli futuri avrebbero avuto luogo nello stesso universo del primo film. Il 3 dicembre 2019, fu confermato che Wes Ball era impegnato nella scrittura e nella direzione di un film senza titolo del pianeta delle scimmie. Il 17 febbraio 2020, è stato confermato che il film sarebbe stato prodotto da Joe Hartwick Jr. e David Starke. Più tardi quello stesso giorno, Ball confermò che avrebbe diretto il film e che sarebbe stato ambientato dopo gli eventi di The War, portando avanti "L'eredità di Cesare". Il 26 maggio 2020, Ball rivelò che Josh Friedman avrebbe scritto la sceneggiatura, e che Jaffa e Silver sarebbero tornati come produttori. Disse anche che, sebbene il film sarà ambientato nello stesso universo del primo film, non sarà un sequel diretto di The War, affermando che il film "sembrerà" il seguito della trilogia generale del primo film, ma allo stesso tempo, la produzione "farà delle cose nuove davvero fantastiche". Ball affermo anche che il film avrebbe iniziato presto la produzione virtuale nonostante la pandemia di COVID-19, poiché si tratta di un film per lo più in CGI. In un'intervista del marzo 2022 con The Hollywood Reporter, il presidente dei 20th Century Studios Steve Asbell dichiarò che la produzione sarebbe iniziata tra la fine dell'estate o l'inizio dell'autunno del 2022. Nell'agosto 2022, Owen Teague fu scelto per il ruolo principale. Nel settembre 2022, fu annunciato che il quarto film dell'attuale franchise si sarebbe chiamato "Kingdom of the Planet of the Apes" (Il regno del pianeta delle scimmie), e che Freya Allan era stata scelta come protagonista umana e Peter Macon come co-protagonista, e che il film sarebbe uscito nel 2024. La produzione del film è iniziata nell'ottobre 2022 a Sydney presso i Disney Studios Australia, e le riprese si sono concluse a febbraio del 2023.